# Mijlpalen van Rijswijk
De Mijlpalen van Rijswijk zijn twee mijlpalen uit de Romeinse tijd, die in 1963 en 2005 in de Nederlandse gemeente Rijswijk (Zuid-Holland) zijn opgegraven.

## Mijlpalen

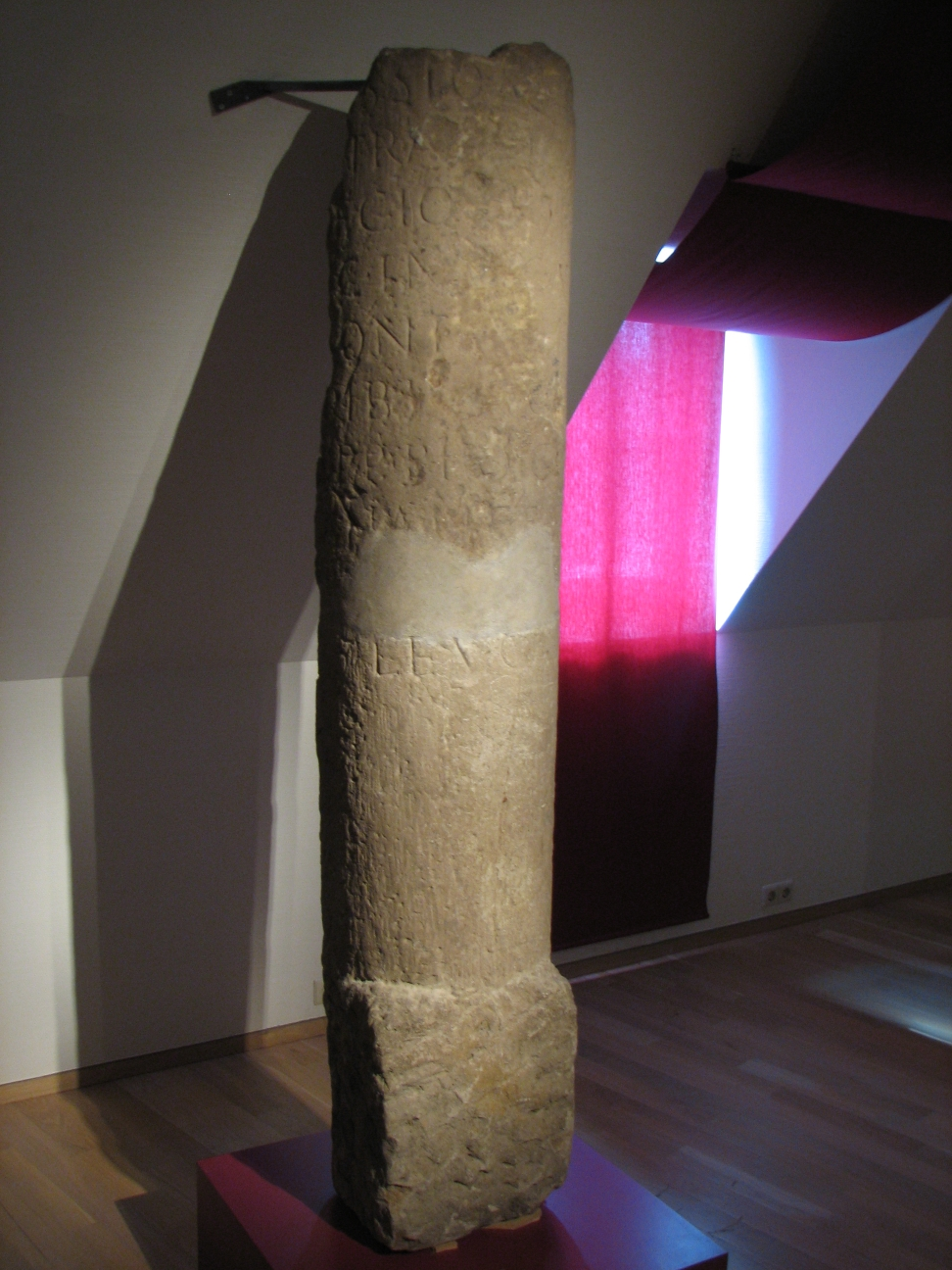
Mijlpaal van Decius in het Rijksmuseum van Oudheden, Leiden

De mijlpalen stonden aan een Romeinse weg, die vanaf de Maasmond (Helinium) bij Naaldwijk naar de Romeinse stad Forum Hadriani liep. Het was een standaard Romeins gebruik om langs de hoofdwegen om de Romeinse mijl een paal te plaatsen die de afstand naar de dichtstbijzijnde stad aangaf en bovendien de keizer eerde tijdens wiens regering de weg was aangelegd of gerepareerd. Hiervoor werd een lange inscriptie op de paal aangebracht met de naam van de keizer en al zijn eretitels. Aan de hand van de functies die een keizer een bepaald jaar bekleedde kan een mijlpaal gedateerd worden.

### Mijlpaal van Decius
De eerste paal werd in 1963 gevonden op een braakliggend bouwterrein aan de Henriëtte Roland Holstlaan. De grond was hier echter gestort en kwam van elders, waardoor de oorspronkelijk locatie van de paal onbekend bleef. Deze paal is ongeveer twee meter hoog en is grotendeels intact gebleven. De inscriptie was gewijd aan keizer Decius, die tussen 249 en 251 regeerde. De mijlpaal is vermoedelijk in het jaar 250 geplaatst. In de database van latijnse inscripties heeft hij nummer CIL XVII² 587. De mijlpaal is te bezichtigen in het Rijksmuseum van Oudheden in Leiden.

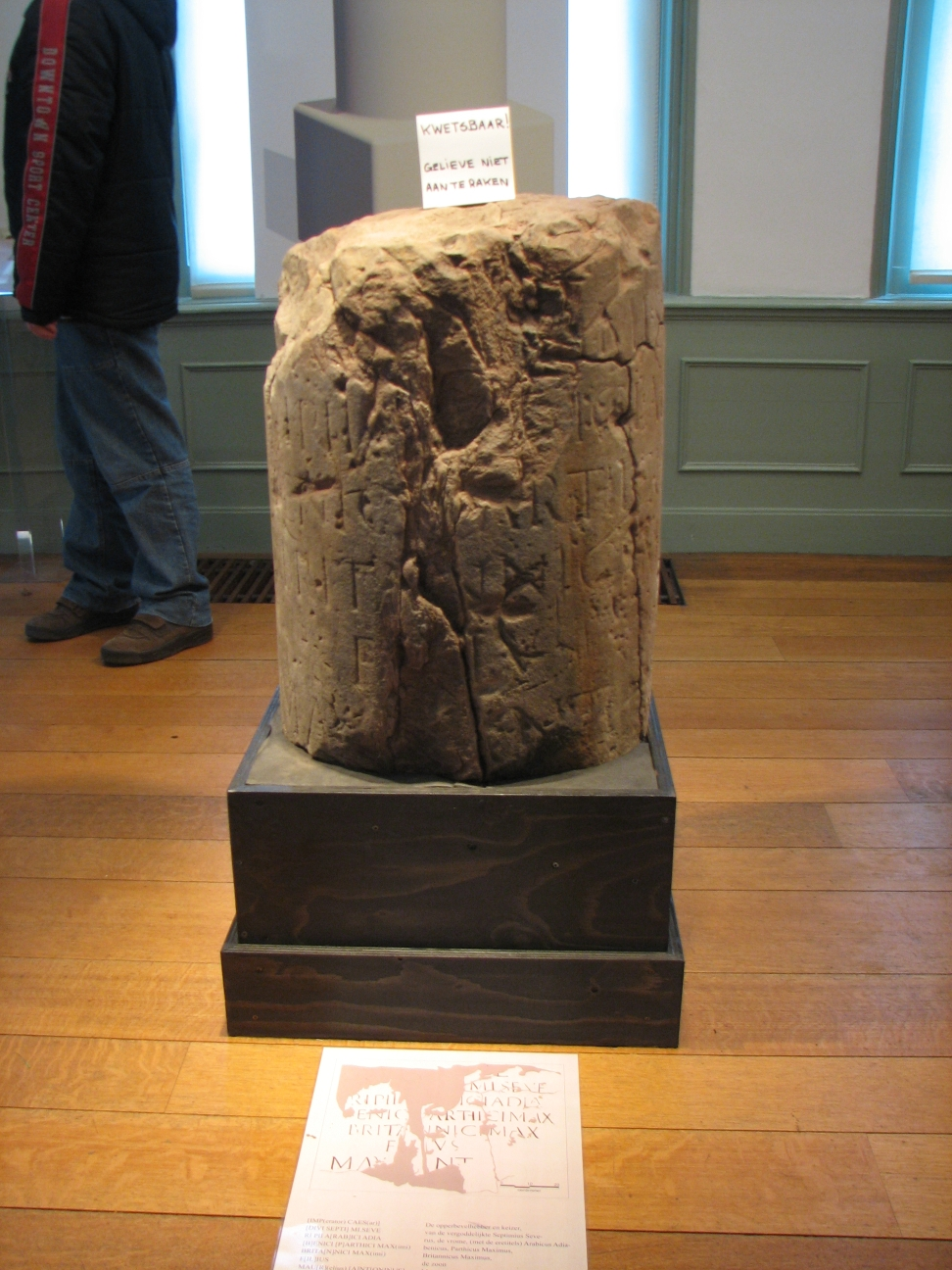
Mijlpaal van Caracalla in het Rijswijks Museum

### Mijlpaal van Caracalla
De tweede paal werd in december 2005 op de oorspronkelijke plaats gevonden, op de hoek van de Winston Churchilllaan en de Huis te Landelaan. Deze paal is niet meer compleet, slechts 70 centimeter van het bovenste deel is teruggevonden. De zes bewaard gebleven regels van de inscriptie vermelden de naam en titels van keizer Caracalla. Caracalla was de bijnaam van  keizer Marcus Aurelius Antoninus, die tussen 211 tot 217 na Chr. regeerde. De mijlpaal moet stammen uit de eerste jaren van Caracalla’s regering, uit 212 of 213. De mijlpaal is te bezichtigen in het Archeologiehuis Zuid-Holland bij het Archeon in Alphen aan den Rijn.

## Romeinse weg
Bij de opgraving werden sporen van andere mijlpalen aangetroffen, dus waarschijnlijk stond de in 1963 gevonden paal van Decius ook op deze plaats. De vondst van een groep van vier mijlpalen in het Wateringse Veld in Den Haag bewijst dat de Romeinen meerdere palen naast elkaar lieten staan. Ook bij deze groep stond een paal voor Caracalla en een voor Decius, en ze zijn vermoedelijk gelijktijdig geplaatst. De opgraving van de laatste paal in 2005 geeft ook meer duidelijkheid over het traject van de Romeinse weg. Deze liep vanaf Wateringen ongeveer gelijk aan de huidige Oosteinde en Winston Churchilllaan in een rechte lijn richting Forum Hadriani, dat begraven ligt onder het park Arentsburgh in Voorburg.
Bij opgravingen in 2006 is op de plek van de tweede mijlpaal een kanaal van minimaal vijf meter breed en een meter diep aangetroffen (het Kanaal van Corbulo) en een weg van zes meter breed, de weg liep aan de noordzijde van het kanaal.